# Флаг Сабского сельского поселения
Флаг муниципального образования «Са́бское сельское поселение» Волосовского муниципального района Ленинградской области Российской Федерации — опознавательно-правовой знак, служащий официальным символом муниципального образования.
Флаг утверждён 28 сентября 2009 года и внесён в Государственный геральдический регистр Российской Федерации с присвоением регистрационного номера 5647.

## Описание флага
«Флаг муниципального образования „Сабское сельское поселение“ Волосовского муниципального района Ленинградской области представляет собой прямоугольное полотнище с отношением ширины флага к длине — 2:3, воспроизводящее композицию герба муниципального образования „Сабское сельское поселение“ Волосовского муниципального района Ленинградской области в красном, синем, жёлтом и белом цветах».
Геральдическое описание герба гласит: «В поле дважды волнообразно рассечённом червленью (красным), лазурью (синим, голубым) и червленью — обращённый вправо золотой орёл со сложенными крыльями, стоящий на золотом морском якоре, положенном в пояс рымом влево, сопровождаемый вверху тремя серебряными трилистниками в ряд».

## Обоснование символики
Название муниципального образования и одноимённых деревень — Большой и Малый Сабск происходит от названия реки Сабы (эст. saba — «хвост, ответвление»). Волнистое рассечение — символ рек Луги, Сабы, Вруды и других, протекающих по территории муниципального образования Сабское сельское поселение.
Золотой орёл, сидящий на положенном в пояс золотом морском якоре — напоминание о том, что Редкинская Троицкая церковь была построена в память знаменательного события российской истории — победе, одержанной над турецким флотом под Чесмой. Также напоминание о вице-адмирале бароне Черкасове, владельце мызы Редкино, на гербе которого был изображён двуглавый орёл.
Синий цвет (лазурь) — символ красоты, любви, мира, возвышенных устремлений.
Красный цвет — символ жизнеутверждающей силы труда, мужества, самоотверженности, праздника, красоты солнца и тепла, а также цвет пролитой крови героев, напоминание о ожесточённых боях в годы Великой Отечественной войны.
Жёлтый цвет (золото) — могущество, сила, постоянство, знатность, справедливость, верность.
Белый цвет (серебро) — чистота помыслов, искренность, правдивость, невинность, благородство, откровенность, непорочность, надежда.